# Osasco (Brésil)
Pour les articles homonymes, voir Osasco (Italie).
Osasco est une ville brésilienne de l'État de São Paulo. Sa population était estimée à 718 645 habitants en 2009. La municipalité s'étend sur 65 km2
dans la banlieue de São Paulo à une distance d'environ 16 km à l'ouest.
Elle a une activité économique importante dans les secteurs industriel, commercial et des services. Selon le recensement de l'IBGE, avec des données de 2020, Osasco possède le 7e produit intérieur brut du Brésil et le 2e de l'État de São Paulo, devant de nombreuses capitales d'État brésiliennes, telles que Porto Alegre, Salvador, Fortaleza et Recife, étant la ville non-capitale avec le PIB le plus élevé du pays.

## Histoire

### Période pré-précolombienne
De nombreuses tribus indiennes Tupi-Guarani ont habité la région depuis la période pré-Cabral.

### Période coloniale
Le premier groupe de colons de règlement a été la ville de Quitaúna, fondée au XVIIe siècle, où a vécu le pionnier Antonio Tavares Raposo et où il est enterré. ce village s'est vidé au XVIIIe siècle avec la découverte d'or dans le Minas Gerais.
Dans la région où se trouve aujourd'hui Osasco et dans ses environs se trouvaient plusieurs sites et exploitations agricoles. Près des rives de la rivière Tietê, au XIXe siècle, il y avait un village de pêcheurs et de grandes fermes. L'une d'entre elles appartenait à l'Italien Antonio Agù, et une autre à Manuel Rodrigues, un Portugais.

### Période moderne

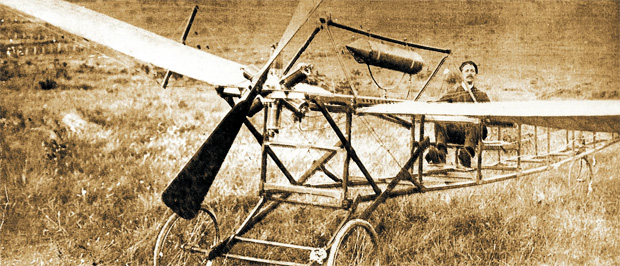
Lavaud Sensaud de son appareil dans Osasco.

Antonio Agù a été propriétaire de plusieurs entreprises et de terres dans la région, et en 1887 il a acheté une parcelle de terrain à 16 km du chemin de fer de Sorocabana. Autour de 1890, il a décidé d'élargir sa petite usine de briques, avec l'aide du baron Sensaud Lavaud. La poterie, qui fabriquait des briques et tuiles, a également commencé à produire des tuyaux et des céramiques, créant ainsi une première activité industrielle.
Après de nouvelles initiatives en 1895, Agu a construit la gare de chemin de fer, ce qui a entrainé celle de plusieurs maisons dans le voisinage pour loger les ouvriers chargés des travaux.
Les dirigeants du chemin de fer voulurent donner à la gare le nom du développeur principal de la région, mais Antonio Agu a demandé que cet honneur ne soit pas été donné à lui, mais à son village natal en Italie: Osasco.
Par la suite, Osasco, fut connue dans la région et n'a cessé de croître, et de nombreuses personnes connues et plusieurs industries clés se sont installés là-bas. Une main-d'œuvre immigrée a été embauché pour faire fonctionner les machines de ces industries.
Les immigrants provenaient principalement d'l'Italie, d'Espagne, du Portugal,d'Allemagne et d'Irlande. Avec l'accroissement de la population des travailleurs, le développement du commerce est également devenu possible, développé par des colonies essentiellement arménienne, libanaise et juive. Dans les zones rurales, de nombreux immigrants japonais se sont mis à planter des légumes. Ce mélange de populations immigrées marque déjà l'identité de la ville actuelle.
C'est d'Osasco qu'est parti le premier vol d'Amérique latine, effectué par le jeune et enthousiaste baron Dimitri Sensaud Lavaud.

### Période contemporaine
Osasco a grandi en termes de population et de commerce, mais, malgré ces progrès, n'est à ce jour rien de plus qu'un simple sous-district de la ville de São Paulo. En 1952 vint la première manifestation d'émancipation. Ce mouvement de libération a subi de nombreux revers et des oppositions, mais finalement, après un difficile plébiscite le 19 février 1962, Osasco est devenu une municipalité.
L'année suivante, la Banco Brasileiro de Descontos (maintenant appelé Bradesco), dont le siège est à Cidade de Deus, district d'Osasco près de la frontière avec São Paulo, a organisé et mis en service la Suburban Telephone Company Paulista - COTESP. La nouvelle société prévoyait initialement d'équiper la nouvelle municipalité de trois mille terminaux téléphoniques, fonctionnant avec 48 préfixes. Le COTESP a été fusionnée dans Telesp en 1974.
La zone de la ville d'Osasco a été progressivement divisée en nouveaux centres d'appel – Rochdale, Santo Antonio, Quitaúna et Menck, outre la zone centrale.
- Le 16 juillet 1968, les travailleurs de Cobrasma se sont mis en grève pour protester contre la mort de leurs collègues dans les chaudières et la baisse des salaires. Cette loi a cette dispontando contre le régime militaire de l'époque.
- L'explosion de la Osasco Plaza Shopping le 11 juin 1996 a été causée par une fuite souterraine de gaz. 42 personnes sont mortes et 300 ont été blessés. Cet accident a été diffusé dans les médias nationaux et internationaux.

## Géographie
Située dans le sud-est du Brésil, dans l'état de São Paulo, sur le plateau de Piratininga à 760 mètres d'altitude, son climat est de type subtropical, avec 18 °C de température moyenne. Elle est traversée par deux rivières, le Rio Tietê et le Rio, qui se jettent l'un dans l'autre avant de traverser tout l'État de São Paulo et de se jeter dans le Rio Paraná.
Sa population était de 718 646 habitants au recensement de 2009. La municipalité s'étend sur 65 km2.

### Climat
Le climat de Osasco est de type subtropical humide. Les températures dépassent rarement 30 °C en été et le gel est exceptionnel en hiver. Les précipitations sont abondantes, atteignant 1 317 mm par an. Les mois les plus chauds sont également les plus humides. Pas plus que les environs, la ville n'est pas exposée aux cyclones tropicaux.
| Mois                              | jan. | fév. | mars | avril | mai | juin | jui. | août | sep. | oct. | nov. | déc. | année |
| --------------------------------- | ---- | ---- | ---- | ----- | --- | ---- | ---- | ---- | ---- | ---- | ---- | ---- | ----- |
| Température minimale moyenne (°C) | 19   | 19   | 18   | 17    | 15  | 13   | 12   | 13   | 13   | 15   | 17   | 18   | 16    |
| Température moyenne (°C)          | 23   | 23   | 23   | 21    | 18  | 17   | 17   | 18   | 18   | 20   | 21   | 22   | 20    |
| Température maximale moyenne (°C) | 27   | 28   | 27   | 25    | 23  | 21   | 21   | 22   | 22   | 25   | 25   | 26   | 24    |
| Record de froid (°C)              | 12   | 13   | 12   | 8     | 2   | 2    | 2    | −2   | 3    | 7    | 10   | 12   | −2    |
| Record de chaleur (°C)            | 33   | 37   | 38   | 32    | 29  | 28   | 28   | 33   | 35   | 34   | 35   | 32   | 28    |
| Précipitations (mm)               | 240  | 200  | 140  | 50    | 40  | 30   | 20   | 30   | 50   | 140  | 120  | 190  | 1 350 |

### Hydrographie
- Currency Baronesa
- Currency Bussocaba
- Currency da Divisa
- Currency Continental
- Currency Areia
- Lac du Parc Chico Mendes
- Lac du Jardim Três Montanhas.
- Currency Joao Alves
- Currency Rouge
- Rivière Tietê

## Démographie
Actuellement, Osasco est la sixième plus grande ville de l'état de Sao Paulo.
- Population urbaine : 652 593
  - Hommes : 317 575
  - Femmes : 398 018
- Densité de population : 10 055,36 hab./km2
- Mortalité infantile d’un an (pour 1 000 naissances): 15,62
- Espérance de vie humaine (années): 71,35
- Taux de natalité : 1,94
- Alphabétisation: 94,24 %
- Indice de développement humain (IDH-M): 0,818[8]
  - IDH-M Revenu: 0,769
  - IDH-M Longévité: 0,772
  - IDH-M Éducation: 0,913

Source : IPEADATA - Dados do Censo 2000.

### Ethnie
| Ethnie            | Pourcentages | Nombres |
| Blancs            | 66,3         |         |
| Pardos            | 27,5         |         |
| Noirs             | 4,5          |         |
| Asiatiques        | 0,8          |         |
| Indigènes         | 0,2          |         |
| NSP               | 0,7          |         |
| Source: IBGE 2010 |              |         |

### Religion
| Religion       | Pourcentage | Nombre  |
| Catholique     | 64,75 %     | 422 553 |
| Protestantisme | 20,54 %     | 134 042 |
| Athéisme       | 9,33 %      | 60 886  |
| Spiritisme     | 0,90 %      | 5 873   |
| Bouddhisme     | 0,23 %      | 1 500   |
| Judaïsme       | 0,04 %      | 261     |

Source : IBGE 2000.
Évolution démographique de la ville de Osasco

Source : IBAM.

## Crime
La ville de Osasco, ainsi que le grand Sao Paulo, a connu une baisse de la criminalité au cours des années récentes, en particulier pour le taux d'homicides pour 100 000 habitants :
- 1999 : -37,61 % pour 100 000 habitants ;
- 2004 : -26,09 % pour 100 000 habitants[9] ;
- 2008 : -14,82 % pour 100 000 habitants ;
- 2010 : -13,98 % pour 100 000 habitants[10].

Depuis décès de l'agression est tombé 70,93 % pour 100 000 habitants en 1999 à 37,61 % pour 100 000 habitants en 2004 une réduction de 47 %, selon Seade.

## Villes voisines
Osasco est voisine des quatre municipalités (municípios) suivantes :
- São Paulo
- Barueri
- Carapicuíba
- Cotia

## Quartiers
- Adalgisa
- Aliança
- Ayrosa
- Baronesa
- Bela Vista
- Bonança
- Bonfim
- Bussocaba City
- Castelo Branco
- Centro
- Cidade das Flores
- Cidade de Deus
- Cipava
- Cipava II
- City Bussocaba
- Conceição
- Conjunto Metalúrgicos
- Continental
- Distrito Industrial Altino
- Distrito Industrial Anhanguera
- Distrito Industrial Autonomistas
- Distrito Industrial Centro
- Distrito Industrial Mazzei
- Distrito Industrial Remédios
- Helena Maria
- IAPI
- Jaguaribe
- Jardim Açucará
- Jardim Agua Boa
- Jardim das Bandeiras
- Jardim D'Abril
- Jardim D'Avila
- Jardim das Flores
- Jardim Elvira
- Jardim Guadalupe
- Jardim Iguaçu
- Jardim Ipê
- Jardim Joelma
- Jardim Mutinga
- Jardim Oriental
- Jardim Piratininga
- Jardim Platina
- Jardim Roberto
- Jardim Veloso
- Jardim São Victor
- km 18
- Munhoz Júnior
- Novo Osasco
- Padroeira II
- Paiva Ramos
- Parque Cachoeirinha
- Parque Palmares
- Pestana
- Portal D'Oeste
- Presidente Altino
- Quitaúna
- Raposo Tavares
- Remédios
- Recanto das Rosas
- Rochdale
- Santa Fé
- Santa Maria
- Santo Antônio
- São Pedro
- Setor Militar
- Três Montanhas
- Umuarama
- Vila Campesina
- Vila Menck
- Vila Militar
- Vila Osasco
- Vila São José
- Vila Yara
- Vila Yolanda

## Transports
Osasco en raison de sa proximité à São Paulo, a un transit similaire à la capitale de l'État. Dans la ville peut être trouvé le moyen de transport routier et ferroviaire.

### Les routes principales
- Avenue des Autonomistes (Avenida Dos Autonomistas). Artère qui relie la frontière avec le São Paulo à la frontière avec Carapicuíba, en passant par les quartiers: Vila Yara, Vila Campesina, Vila Osasco, Centro et Quitaúna.
- Viaduc de Reinaldo de Oliveira.

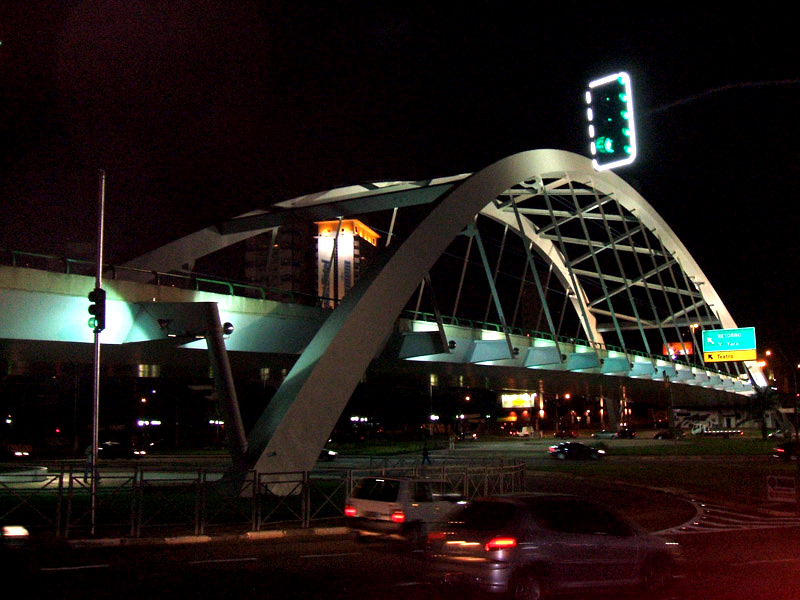
Vue du Viaduc Reinaldo de Oliveira.

- Avenue Maria Campos. Connecte le centre-ville à la ville, passant devant centre commercial Power Center Osasco.
- Viaduc du Président Tancredo Neves (Viaduto Pres. Dr. Tancredo de Almeida Neves). Raccorde à les zones nord et sud de la municipalité.

### Trains

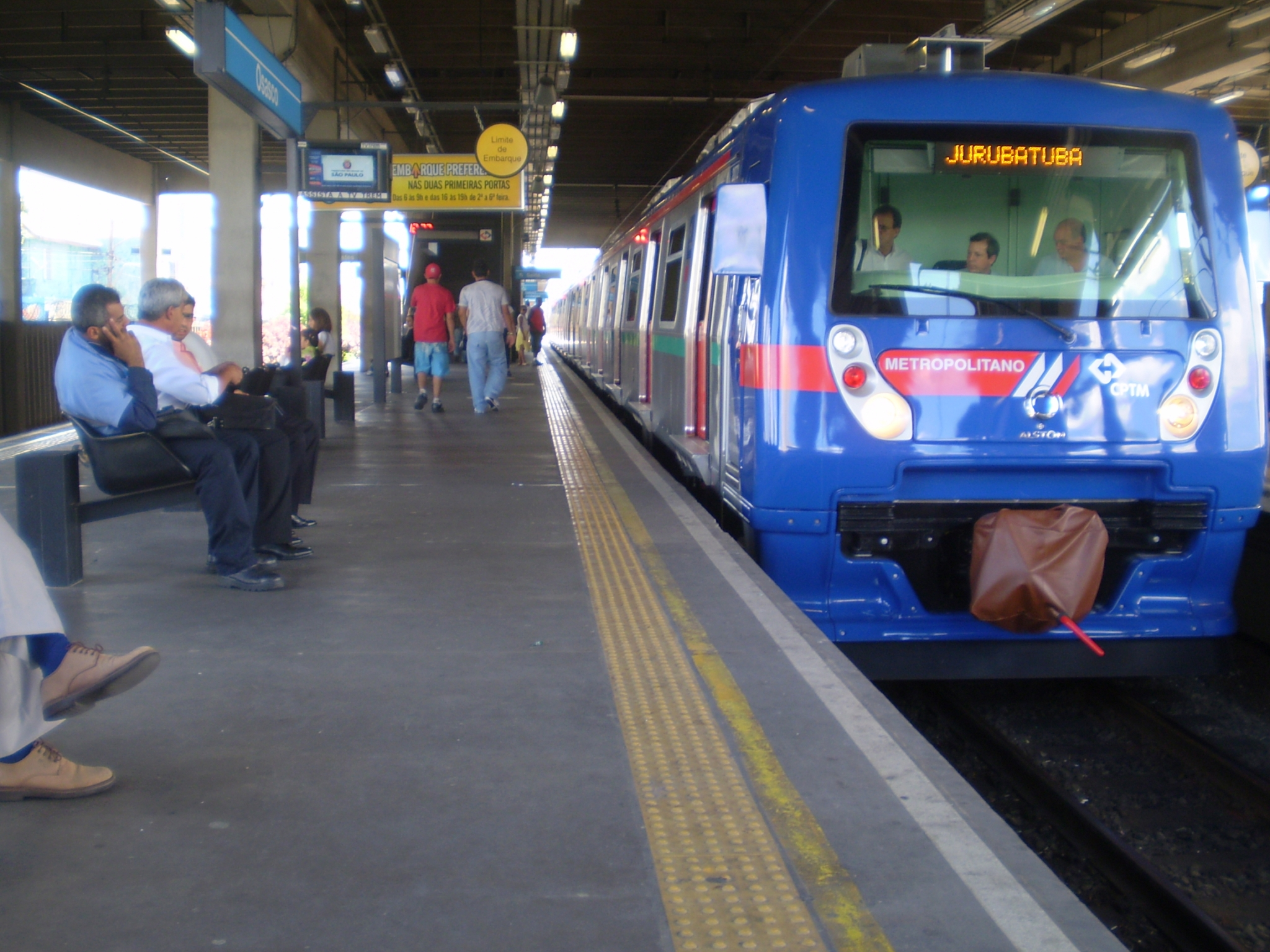
Train de Osasco.

La ville est desservie par les trains de la ligne 8 et la ligne 9 du CPTM. Les stations sont les suivantes :
- Presidente Altino (lignes 8 / 9)
- Osasco (ligne 8 / 9)
- Commandant Sampaio (ligne 8)
- Quitaúna (ligne 8)

### Routes
Osasco est devenu un important nœud routier avec
- la Rodovia Anhangüera,
- la Rodovia Castelo Branco, - l'accès principal à la ville.
- la Rodovia Raposo Tavares et
- le Rodoanel Mário Covas.

### Aéroports de São Paulo
São Paulo est desservie par les aéroports de Cumbica/Guarulhos (vols nationaux et internationaux) et Congonhas (vols nationaux) ayant des liaisons quotidiennes avec les grandes capitales mondiales.

### Compagnies de bus
- Viação Osasco
- Auto Viação Urubupunga

### Terminaux de bus principaux Osasco
- Terminal Aguiar Amador (Vila Yara)
- Terminal de Largo Osasco
- Road Osasco

## Éducation

### Universités et facultés
- Centro Universitário FIEO (UNIFIEO)
- Universidade Federal de São Paulo (UNIFESP)pour inaugurer en 2012
- Faculdade Fernão Dias
- Faculdade Integração Zona Oeste (Fizo)- Anhanguera
- Faculdade FIPEN

Osasco il y a plus de six pouvoirs conférés par la MEC.

### Collèges techniques
- Faculdade de Ciências da Fundação Instituto Tecnológico de Osasco (Fac-FITO)
- Fundação Instituto Tecnológico de Osasco (FITO)
- Escola Técnica Estadual (ETEC de Osasco)
- Serviço Nacional de Aprendizagem Industrial (Escola Senai Nadir Dias de Figueredo)
- Serviço Nacional de Aprendizagem Comercial (SENAC)
- Faculdade de Tecnologia do Estado de São Paulo (FATEC)

### Grandes écoles et instituts de formation professionnelle
- Colégio Anglo
- Colégio Adventista de Vila Yara
- Colégio Aplicação
- Colégio Albert Einstein
- Colégio Cecília Meireles
- Colégio CEP - Augusto Laranja
- Colégio Cunha Carvalho
- Colégio COC Vila Yara
- Colégio e Cursino Desafio
- Colégio Fernão Dias Paes
- Colégio Família Stella
- Colégio Nossa Senhora da Misericórdia
- Colégio Haya
- Colégio Padre Anchieta
- Colégio Presbiteriano
- Colégio Prisma
- Centro Educacional Prestes Maia
- Colégio Papa Mike
- Colégio Seta
- ETB Transforma (escola técnica)
- Escola Estadual Antônio Raposo Tavares - CENEART
- Escola Estadual Glória Azedia Bonetti
- Escola Estadual Profª Heloisa de Assumpção
- Escola Estadual Lucy Anna Carrozo Latorre
- Escola Estadual Major Telmo Coelho Filho
- Escola Estadual Prof. José Maria Rodrigues Leite
- Escola Estadual Prof. Anézio Cabral
- Escola Estadual Prof. Armando Gaban
- Escola Estadual Alice Velho Teixeira
- Escola Estadual José Liberatti
- Escola Estadual Doutor Antônio Braz Gambarini
- Escola Estadual Marechal Bittencourth
- Escola Estadual Vicente Peixoto
- Escola Estadual Walter Negrelli
- Escola Técnica de Osasco (ETEC)
- Fundação Bradesco (Cidade de Deus)
- Fundação Instituto Tecnológico de Osasco ([FITO])
- Instituto Educacional Ebenézer
- Instituto São Pio X
- Colégio SESI 064
- Sesi Jd Roberto 425

## Santé

### Les grands hôpitaux de la ville
- AACD Association d'aide aux enfants handicapés
- Hôpital Cruzeiro do Sul
- Hôpital et Maternité Amador Aguiar
- Hôpital et Maternité João Paulo II
- Hôpital Montreal S/A
- Hôpital Municipal Antônio Gíglio
- Hôpital Dr Vivaldo Martins Simões (Régional)
- Hôpital et Maternité Sino Brasileiro

## Culture

### Principaux théâtres
- Théâtre municipal d'Osasco
- Espaço Grande Otelo
- Théâtre do Sesi

### Bibliothèques
- Bibliothèque Municipal Monteiro Lobato
- Bibliothèque Hector Sinegalia
- Bibliothèque Manoel Fiorita
- Bibliothèque de l'Université FIEO Center (140 000 volumes)
- Bibliothèque de la Faculté des FITO

### Musée
- Musée Dimitri Sensaud de Lavaud

### Lieux culturels
- Centro de Eventos Pedro Bortolosso
- Espaço Cultural Grande Otelo

### Établissement d'enseignement culturel
- École des Arts César Antonio Salvi

### Chambres d'événements culturels
- Casa de Angola
- Casa do Violeiro do Brasil

### Loisirs et l'environnement
- Parc Ecológico Nelson Vilha Dias
- Parc Municipal Dionísio Alvares Mateos
- Parc Municipal Chico Mendes
- Parc Clóvis Assaf
- Parc de Laser Antônio Temporim
- Parc Ecológico Jardim Piratininga

### Sportif
La ligue de volley-ball féminin d'Osasco (Audax) est reconnue à l'échelle nationale, ce qui rend la ville plus populaire dans d'autres endroits. L'équipe de football Audax a fait ses débuts en Série A1 2014, concourant pour la première fois au plus haut niveau du football de São Paulo. Audax a affronté Santos en finale du Campeonato Paulista en 2016, terminant à la deuxième place. Gymnase multisports géodésique (Sebastião Rafael da Silva).
La ville possédait deux stades : le stade municipal Mayor José Liberatti (Rochdale) et le stade municipal Elzo Piteri (Vila Yolanda). Avec l'arrivée d'AUDAX dans la ville, la mairie a accordé la concession du stade Vila Yolanda pour être le centre de formation Audax. La municipalité dispose également de trois gymnases multisports : le Gymnase José Liberati (Presidente Altino) ; le Gymnase Sportif Sebastião Rafael da Silva (Cité des Fleurs) et le Gymnase Sportif Ives Tafarello- SESC Osasco (Jardin des Fleurs).
Les principaux clubs sportifs de la ville sont : Grêmio Osasco Audax et Grêmio Esportivo Osasco en football professionnel et Volei Osasco/Audax, l'une des principales équipes de volley-ball du Brésil et du monde. Club sportif d'Osasco.

## Économie
Dans le passé, Osasco était une ville industrielle, mais elle a perdu ce statut après la décentralisation industrielle. La ville a un PIB de 30 024 366,200 mil R$ (BR: 10º).

### Grandes entreprises
- ArvinMeritor
- Metrópoles home e club
- Avon
- Pedágio Sem Parar
- Bradesco
- ABB
- Osram
- SBT
- Rede TV
- Wal-Mart
- Carrefour
- Pão de Açúcar
- Natura
- Nova Osasco Esquadrias
- Adamas
- Makro
- Colgate-Palmolive
- Grupo Extrema
- Sam's Club
- Unibanco - CPD
- Intermarine
- Ebicen
- Coca-Cola
- Osacenter

### Municipales Marchés
- Mercado Municipal de Osasco

### Shopping Centers
- Osasco Plaza Shopping
- Super Shopping Osasco
- Shopping União de Osasco

### Centres Mini
- Shopping Primitiva (premier centre commercial appelé "Shopping" dans la ville)
- Shopping Galeria
- Osasco Prime Center

### Succursales de banques
- Bradesco
- Banco do Brasil
- Caixa Econômica Federal
- Nossa Caixa
- Santander
- Real (banque)
- HSBC
- Unibanco
- Itaú
- Citibank
- Banco Safra
- Banco Panamericano

## Sports

### Football

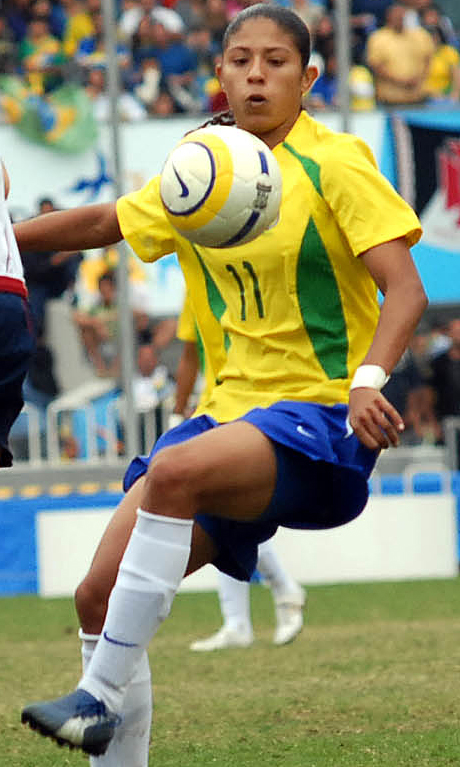
Cristiane Rozeira de Souza Silva.

- Le principal club de football de la cité de Osasco : Grêmio Esportivo Osasco.

### Volley-ball
- Le principal club de volley-ball de la cité de Osasco : FINASA

### Clubs
- Sollys/Osasco
- Associação Cristã de Moços/ACM
- SESI Jardim Piratininga
- Clube Floresta
- Clube dos Subtenentes e Sargentos do II Exército

### Les compétitions sportives
- San Antonio Race, a lieu chaque année près de la journée qui est vénéré patron de la ville (juin 13) - organisé par le Centre de l'Université FIEO
- University Games
- Osasco Circuit de course et de marche - Marketing Sports
- Il a été la première ville à accueillir le Circuit de course pour la nature course et la marche effectuée par SportsFuse - Sports Marketing et Dizplay

## Media
Parmi les médias dans la ville, notamment:

### Les journaux imprimés
- Diário da Região ;
- Visão Oeste ;
- Página Zero ;
- Correio Paulista;
- Jornal do Trem;

### Les journaux web
- Portal PlanetaOsasco.com;
- Webdiário;

### Station de rádio
- Nova Difusora 1540 AM e;
- Radio Iguatemi AM.
- Radio Terra FM.

### Station de Télévision

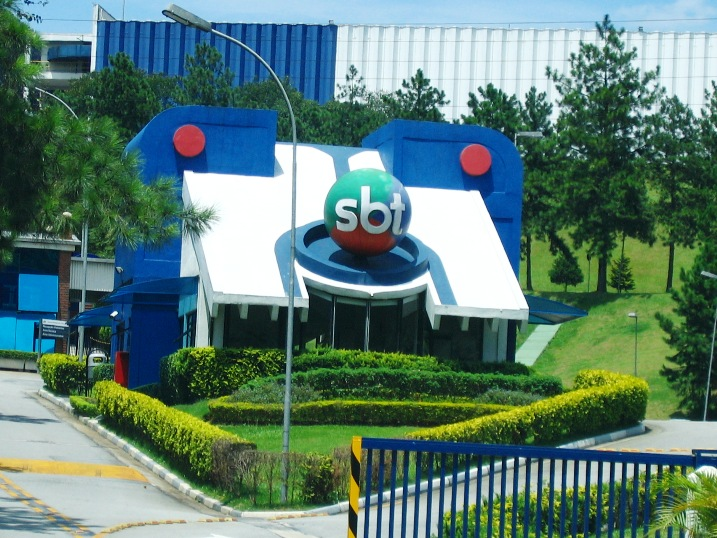
SBT

- Sistema Brasileiro de Televisão (SBT), canal 04 VHF (São Paulo);
- Nova Geração de Televisão (NGT), canal 48 UHF;
- TV Shop Tour canal 46 UHF;
- TV Osasco, canal 22 UHF;
- Net Serviços de Comunicação e;
- RedeTV, canal 09 VHF (São Paulo).

## Télécommunications
Au téléphonie, la ville était desservie par Telecomunicações de São Paulo. En juillet 1998, elle a été rachetée par la société espagnole Telefónica, qui a adopté la marque Vivo en 2012.
À l'heure actuelle est un opérateur de téléphonie mobile, téléphonie fixe, internet (fibre optique/4G), et télévision (satellite et câble).

## Personnalités liées à la ville
- Hirant Sanazar

## Naissance de sportifs

### Football
- Rodrygo
- Cristiane Rozeira de Souza Silva
- Jair da Costa
- Júlio Santos
- Ederson Santana de Moraes
- Antony

## Jumelages
La ville de Osasco est jumelée avec :
- Osasco (Italie)
- Gyumri (Arménie)
- Viana (Angola)
- Tsu (Japon)
- Xzhou (Chine)